# میلونوویتسه
میلونوویتسه (به چکی: Miloňovice) یک منطقهٔ مسکونی در جمهوری چک است که در ناحیه ستراکونیتسه واقع شده‌است. میلونوویتسه ۶٫۲۸ کیلومتر مربع مساحت و ۲۷۶ نفر جمعیت دارد و ۴۸۰ متر بالاتر از سطح دریا واقع شده‌است.